# Ereklasse rugby 2022/23 (mannen)
Het Ereklasse-seizoen 2022/23 (mannen) was het 82e seizoen van de Ereklasse rugby, het hoogste niveau van de Nederlandse rugby union competitie, waarin gestreden wordt om het landskampioenschap. Aan de competitie namen 12 clubs deel. Het seizoen ging van start op 1 oktober 2022, en de laatste reguliere competitiewedstrijd werd gespeeld op 6 mei 2023. De finales om het landskampioenschap werden gespeeld op 29 mei 2023. RC Eemland versloeg Haagsche RC in de finales en behaalde hun eerste titel.

## Voorgaand seizoen
Vanwege verkleining van de competitie, degradeerden Utrechtse RC, Amstelveense RC, RC Groningen en Oemoemenoe in het voorgaande seizoen direct naar de Eerste Klasse. RC The Bassets speelde een promotie/degradatiewedstrijd tegen de kampioen van de Eerste Klasse, Rotterdamse RC. Hoewel de Bassets deze wedstrijd wonnen, degradeerden zij vrijwillig naar de Eerste Klasse en promoveerde Rotterdam. LRC DIOK won de wedstrijd om het landskampioenschap en behaalde hun 13e titel.

## Teams
| Club                   | Plaats           | Stadion                      | Opgericht  |
| ---------------------- | ---------------- | ---------------------------- | ---------- |
| ASRV Ascrum            | Amsterdam        | NRCA                         | 1962       |
| Cas RC                 | Castricum        | Sportpark Wouterland         | 1968       |
| DIOK                   | Leiden           | Rugbystadion Smaragdlaan     | 28-03-1971 |
| RC The Dukes           | 's-Hertogenbosch | Rugbystadion Pettelaer       | 04-02-1974 |
| Eemland                | Amersfoort       | Sportpark de Bokkeduinen     | 1977       |
| RC 't Gooi             | Naarden          | Sportpark Naarden            | 1933       |
| Haagsche RC            | Den Haag         | Rugbystadion Bouwmeesterlaan | 1932       |
| RFC Haarlem            | Haarlem          | Van der Aert Sportpark       | 1980       |
| RC Hilversum           | Hilversum        | Sportpark Berestein          | 23-09-1954 |
| RC Hoek van Holland    | Hoek van Holland | Sportpark de Rondgang        | 17-09-1974 |
| RFC Oisterwijk Oysters | Oisterwijk       | Sportpark de Wolfsputten     | 29-02-1976 |
| Rotterdamse RC         | Rotterdam        | Sportcomplex Duijvestein     | 1940       |

## Resultaten

### Eerste fase
In de eerste fase werd een halve competitie gespeeld, waarin alle teams eenmaal tegen elkaar speelden. In de tweede seizoenshelft werd de competitie opgedeeld in een Champion's poule, strijdend voor het landskampioenschap, en een Trophy poule, strijdend voor de Trophy en tegen degradatie. Na een reeks teleurstellende resultaten, trok Ascrum zich na speelronde 5 terug uit de competitie en degradeerde. 
| Pos | Team             | Wed | W | V | G | Pnt | GV  | GT  | +/-  |
| --- | ---------------- | --- | - | - | - | --- | --- | --- | ---- |
| 1   | Gooi             | 10  | 9 | 0 | 1 | 43  | 307 | 147 | +160 |
| 2   | Haagsche         | 10  | 8 | 0 | 2 | 41  | 361 | 125 | +236 |
| 3   | Eemland          | 10  | 9 | 0 | 1 | 40  | 289 | 118 | +171 |
| 4   | Haarlem          | 10  | 6 | 0 | 4 | 30  | 264 | 174 | +90  |
| 5   | Dukes            | 10  | 6 | 0 | 4 | 27  | 205 | 203 | +2   |
| 6   | Castricum        | 10  | 5 | 0 | 5 | 25  | 244 | 242 | +2   |
| 7   | Rotterdam        | 10  | 4 | 0 | 6 | 19  | 153 | 223 | -70  |
| 8   | Hilversum        | 10  | 3 | 0 | 7 | 13  | 165 | 328 | -163 |
| 9   | Oysters          | 10  | 2 | 0 | 8 | 10  | 167 | 326 | -159 |
| 10  | Hoek van Holland | 10  | 2 | 0 | 8 | 10  | 170 | 284 | -114 |
| 11  | DIOK             | 10  | 1 | 0 | 9 | 6   | 139 | 294 | -155 |
| 12  | Ascrum           | -   | - | - | - | -   | -   | -   | -    |

|  | Door naar Champion's poule    |
|  | Door naar Trophy poule        |
|  | Teruggetrokken uit competitie |

### Champion's poule
| Pos | Team      | Wed | W | V | G | Pnt | GV  | GT  | +/-  |
| --- | --------- | --- | - | - | - | --- | --- | --- | ---- |
| 1   | Eemland   | 10  | 9 | 0 | 1 | 58  | 290 | 195 | +95  |
| 2   | Haagsche  | 10  | 7 | 0 | 3 | 55  | 378 | 149 | +229 |
| 3   | Gooi      | 10  | 5 | 0 | 5 | 48  | 264 | 199 | +65  |
| 4   | Haarlem   | 10  | 6 | 0 | 4 | 42  | 210 | 266 | -56  |
| 5   | Castricum | 10  | 2 | 0 | 8 | 23  | 189 | 352 | -163 |
| 6   | Dukes     | 10  | 1 | 0 | 9 | 21  | 197 | 367 | -170 |

|  | Play-offs voor landskampioenschap |

### Trophy poule
| Pos | Team             | Wed | W | V | G | Pnt | GV  | GT  | +/-  |
| --- | ---------------- | --- | - | - | - | --- | --- | --- | ---- |
| 1   | Rotterdam        | 8   | 5 | 0 | 3 | 34  | 284 | 214 | +70  |
| 2   | DIOK             | 8   | 6 | 0 | 2 | 30  | 227 | 176 | +51  |
| 3   | Hoek van Holland | 8   | 5 | 0 | 3 | 29  | 229 | 163 | +66  |
| 4   | Oysters          | 8   | 4 | 0 | 4 | 24  | 194 | 216 | -22  |
| 5   | Hilversum        | 8   | 0 | 0 | 8 | 10  | 125 | 290 | -165 |

|  | Finale voor Trophy       |
|  | Play-off voor degradatie |

## Nacompetitie

### Landskampioenschap
De nummers 1–4 uit de competitiefase kwalificeerden zich voor play-offs om het landskampioenschap. Eemland klopte Haagsche in de finale en behaalde hun eerste landstitel.
|  | Halve finales       | Halve finales |               |    | Finale | Finale |
|  |                     |               |               |    |        |        |
|  | 20 mei – Amersfoort |               |               |    |        |        |
|  |                     |               |               |    |        |        |
|  | Eemland             | 31            |               |    |        |        |
|  | Eemland             | 31            | 29 mei – NRCA |    |        |        |
|  | Haarlem             | 25            |               |    |        |        |
|  | Haarlem             | 25            | Eemland       | 31 |        |        |
|  | 20 mei – Den Haag   |               | Eemland       | 31 |        |        |
|  |                     | HRC           | 15            |    |        |        |
|  | HRC                 | HRC           | 15            | 31 |        |        |
|  | HRC                 |               |               | 31 |        |        |
|  | 't Gooi             | 24            |               |    |        |        |
|  | 't Gooi             | 24            |               |    |        |        |

### Trophy
Rotterdamse en DIOK eindigden bovenaan in de Trophy poule en speelden een finalewedstrijd tegen elkaar. Deze wist DIOK te winnen. 
| 13 mei 16:00 | RRC | 35-41 | DIOK | Sportcomplex Duivensteijn |
| 13 mei 16:00 |     |       |      | Sportcomplex Duivensteijn |

### Promotie/degradatie
Het laagstgeplaatste team uit de Trophy poule speelde een promotie/degradatiewedstrijd tegen de winnaar van de Eerste Klasse. Kampioen in de Eerste Klasse was RC 't Gooi 2. Aangezien de club al vertegenwoordigd was in de Ereklasse, konden zij niet promoveren. Daardoor mocht de nummer 2—USRS—de wedstrijd spelen
| 20 mei 15:00 | Hilversum | 35-0 | USRS | Sportcomplex Berestein |
| 20 mei 15:00 |           |      |      | Sportcomplex Berestein |

Hoewel Hilversum de wedstrijd won, kozen zij ervoor om vrijwillig te degraderen naar de Tweede Klasse. USRS sloeg vervolgens de uitnodiging om te promoveren af en koos ervoor om in de nieuwgevormde Future Klasse uit te komen. 
Door de vrijwillige degradaties van Ascrum en Hilversum bleven nog twee plekken in de Ereklasse over. Deze werden opgevuld door de Rotterdamse Studenten RC en Bredase RC, respectievelijk 3e en 4e in de Eerste Klasse. 